# Ріккардо Сілва Стедіум
«Ріккардо Сілва Стедіум» (англ. Riccardo Silva Stadium) — багатофункціональний стадіон у місті Маямі, Флорида, США, домашня арена футбольного клубу «Маямі».
Стадіон побудований протягом 1994–1995 років та відкритий 24 вересня 1995 року. У 2001, 2008 та 2012 роках реконструйований. Має потужність 20 000 глядачів.
Арені присвоєно ім'я американського бізнесмена та основного інвестора ФК «Маямі» Ріккардо Сілви.